# Палмајра (Илиноис)
Палмајра (енгл. Palmyra) град је у америчкој савезној држави Илиноис.

## Демографија
По попису из 2010. године број становника је 698, што је 35 (-4,8%) становника мање него 2000. године.
| Група             | 2000.       | 2010.       |
| Белци             | 720 (98,2%) | 679 (97,3%) |
| Афроамериканци    | 3 (0,4%)    | 1 (0,1%)    |
| Азијати           | 0 (0,0%)    | 0 (0,0%)    |
| Хиспаноамериканци | 4 (0,5%)    | 10 (1,4%)   |
| Укупно            | 733         | 698         |